# Philip Lane
Philip Lane (* 7. května 1950 Cheltenham) je anglický skladatel a muzikolog.

## Život
Narodil se v Cheltenhamu. Po maturitě na studoval hudbu na Birminghamské univerzitě. Mezi jeho učiteli byli Peter Dickinson a John Joubert. Napsal disertační práci o Lordu Bernersovi a stal se správcem Berners Estate, dohlížející na dokončení natáčení Bernersovy hudby na CD. V letech 1975–1998 vyučoval hudbu na Cheltenham Ladies College a pracoval pro londýnské hudební vydavatele. V roce 1998 odešel z Cheltenham Ladies College a zcela se soustředil na komponování a adaptaci filmové hudby. V listopadu 2010 získal čestný doktorát na University of Gloucestershire.
Komponovat začal v raném věku. Již v době studia v Birminghamu hrál jeho skladby BBC Midland Light Orchestra. Komponoval ve stylu britské lehké hudby, svěží, tonální skladby. V roce 1993 byl vyzván, aby se postaral o pozůstalost po Richardu Addinsellovi. Začal se zabývat rekonstrukcí jeho filmové hudby. Mnoho z Addinsellových partitur, které zůstaly ve filmových studiích bylo zničeno, protože se předpokládalo, že už o ně nebude zájem. Začal s oskarovým filmem Goodbye, Mr Chips a rekonstruoval rovněž plné znění Varšavského koncertu. Práce byla natolik úspěšná, že pokračoval nejen dalšími filmy Richarda Addinsella, ale i filmovou hudbou dalších skladatelů jako byli Malcolm Arnold, Georges Auric, William Alwyn, Arthur Bliss, Francis Chagrin, Ernest Irving, Clifton Parker, Victor Young a další.

## Dílo

### Orchestrální skladby
- Three carols (1972)
- Cotswold Dances (1973)
- Celebration Overture (1977)
- Suite of Cotswold Folkdances (1978)
- Three Christmas Pictures (1981–1990)
- A Maritime Overture (1982)
- A Spa Overture (1983)
- Sleighbell Serenade (1983)
- Three Wassail Dances (1983)
- London Salute (k šedesátému výročí BBC, 1987)
- Three Christmas Pictures (1990)
- Divertissement pro klarinet, harfu a smyčcový orchestr (1994)
- Diversions on a Theme of Paganini (2000)
- Suite ancienne pro sopránovou zobcovou flétnu a smyčcový orchestr (2000)
- Three Nautical Miniatures (2000)
- Pantomime (2001)
- Three Spanish Dances(2001)
- The Night before Christmas (2007)
- Lyric Dances (2008)
- Another Night before Christmas (2009)
- The Christmas Story (2009)
- Overture on French Carols
- Prestbury Park

### Dechový orchestr
- Prestbury Park (1975)
- A Spring Overture (1976)
- Concertino (1979)
- Three Nautical Miniatures (1980)
- Praeludium (1982)
- The Bluebell Line (1982)
- A Spa Suite (1983)
- Little Habanera (1983)
- Yodelling Brass (1983)
- Divertimento (1989)
- A Maritime Overture
- Aubade
- Cheeky Little Charleston
- Childs Play
- Scherzo-Fantasy

### Jevištní hudba
- Hansel and Gretel (balet, 2005)
- Robin and the Greenwood Gang, kantáta-muzikál pro baskytaru, klavír, bicí a jakoukoli kombinaci nástrojů, 1981)

#### Sbory
- A Babe is born, ženský sbor (1975)
- A Spotless Rose, pro dětský nebo ženský sbor (1975)
- Magnificat, pro smíšený sbor (1975)
- Nunc Dimittis, pro smíšený sbor (1975)
- Versicles, Responses, and the Lord's Prayer, pro smíšený sbor
- Balulalow koleda pro smíšený sbor a varhany (1977)
- Caribbean Chorale, pro smíšený sbor a klavír (1977)
- Joy to the world - a nativity sequence of 5 carols, pro ženský sbor a klavír (1977)
- There is no Rose, pro smíšený sbor (1977)
- What sweeter music, koleda pro smíšený sbor a capella (text Robert Herrick, 1978)
- American Lullaby, pro ženský sbor a capella (1980)
- Lady Mary, pro dětský nebo ženský sbor a klavír (1980)
- The Lourdes Carol, pro ženský sbor a varhany (1980)
- The Huron Carol, pro ženský sbor, tom tom a klavír (text tradiční píseň huronských ondiánů, 1980)
- Morning has broken ..., pro ženský sbor a klavír (1983)
- Four Seasonal Anthems, pro dětský sbor a varhany nebo klavír (1983)
- Out of Your Sleep, pro ženský sbor a varhany (1983)
- The Angel Gabriel, pro ženský sbor a capella (1983)
- Amazing grace, pro ženský sbor a klavír (1984)
- The Salutation Carol, pro smíšený sbor (1985)
- Five Shakespeare Lyrics, pro ženský sbor a klavír (1987)
- Four Christmas Carols, pro smíšený sbor a klavír (1993)
- Some rhymes of Lewis Carroll, pro ženský sbor a klavír (1998)
- Four Shakespeare lyrics, pro smíšený sbor, klavír, 2 flétny, hoboj nebo sopránsaxofon a bicí (2003)
- Angels from the Realms of Glory ..., koleda pro smíšený sbor

#### Písně
- Soliloquy IV (1972)
- Caribbean Chorale (1977)
- It was a lover and his lass (1987)

### Komorní hudba
- Diversions on a Theme of Paganini, pro žesťový kvintet (1989)
- Divertissement, pro klarinet a klavír (1994)

### Varhany
- A Wedding Album (1978)
- Contrasts (1980)

### Klavír
- Leisure Lanes (1982)
- Bric-a-brac (1992)
- Badinages, pro dva klavíry
- Scherzo Burlesco, pro dva klavíry